# Caenohalictus babuarus
Caenohalictus babuarus är en biart som först beskrevs av Jörgensen 1912.  Caenohalictus babuarus ingår i släktet Caenohalictus och familjen vägbin. Inga underarter finns listade.